# Österreichische Gesellschaft für Public Health
Die Österreichische Gesellschaft für Public Health (ÖGPH) ist eine multi- und interdisziplinäre Fachgesellschaft, die sich für die Entwicklung nachhaltiger gesundheitsorientierter Strukturen in Gesellschaft und Politik einsetzt. Die ÖGPH versteht Public Health als die Forschung für und die Lehre von Gesundheit in allen Politikbereichen (Health in all Policies, HiAP).

## Ziele
Zentrales Anliegen ist dabei die Professionalisierung von Public Health durch den Ausbau und die nationale und internationale Vernetzung von Forschung und Lehre.
Die ÖGPH ist zentrale Plattform in Österreich für die Vernetzung verschiedener Akteuren aus ganz unterschiedlichen gesellschaftlichen Lebensbereichen. Sie unterstützt durch Veranstaltungen den Austausch von Expertise und Erfahrung und fördert darüber hinaus den Dialog zwischen Fachleuten und Politik bezüglich Gesundheitsfragen. Die ÖGPH beobachtet gesellschaftliche Entwicklungen und gesundheitliche Belastungen und nimmt auf Landes- und Bundesebene Stellung zu gesundheits- und versorgungsrelevanten Themen. Mitglieder der ÖGPH sind Health Professionals, Sozial-, Wirtschafts- und Politikwissenschafter, Experten aus dem Krankenhausbereich, dem öffentlichen und privaten Gesundheitswesen sowie der Verwaltung und dem Versicherungsbereich. Sie sind tätig in der Praxis, der Lehre und der Forschung.

## Aktivitäten
Zu den Aktivitäten zählen die Ausrichtung der jährlichen Wissenschaftlichen Tagung der ÖGPH, die Mitarbeit an bzw. Initiierung von Stellungnahmen zu aktuellen Public Health-Themen und die Mitarbeit in nationalen Arbeitsgruppen und Gremien im Bereich Public Health. Die Bearbeitung der Ziele und Aufgaben erfolgt im Wesentlichen in den ÖGPH Kompetenzgruppen.
Die Publikationsorgane der ÖGPH sind:
- ÖGPH Newsletter[3]
- Das Gesundheitswesen (Organschaft)[4]
- Zeitschrift für Evidenz, Fortbildung und Qualität im Gesundheitswesen[5] (ZEFQ)
- European Journal of Public Health (EJPH)[6]